# Maurizio Zipponi
Maurizio Zipponi (Brescia, 4 luglio 1955) è un politico e sindacalista italiano.
Esperto e consulente di politiche industriali e internazionalizzazioni di impresa.

## Biografia
Da sempre impegnato nel sindacato, è per anni segretario della Fiom di Brescia e di Milano. Ha scritto anche alcuni libri, sempre relativi al mondo del lavoro e dal 2013 consulente di primari gruppi industriali e finanziari.
Viene candidato ed eletto come indipendente dal Partito della Rifondazione Comunista alle elezioni politiche del 2006; poco dopo si iscrive a tale partito e ne diviene membro della Segreteria Nazionale con responsabilità sul Lavoro. Alla Camera dei deputati viene inserito nella X Commissione (attività produttive, commercio e turismo).
Non viene rieletto in Parlamento dopo le elezioni politiche del 2008. A seguito del cambio di maggioranza in seno al partito della Rifondazione Comunista, lui conserva la responsabilità del dipartimento lavoro.
Inizialmente vicino alle posizioni che hanno portato alla nascita di Sinistra e Libertà, successivamente si avvicina alle posizioni di Antonio Di Pietro. È candidato come indipendente alle elezioni europee del 2009 per l'Italia dei Valori ma non risulta eletto. Dopo le elezioni europee del 2009 diviene responsabile del settore lavoro e industria dell'Italia dei Valori. Coordina i gruppi parlamentari sulle materie di propria competenza. Nel 2011 ha scritto con Antonio Di Pietro il libro Usciamo dalla crisi, viaggio nel lavoro e verso i referendum.
Dal 2010 al 2014 scrive settimanalmente sulla rivista nazionale “Gli Altri”, sui temi della politica industriale, della green economy e delle proposte per creare lavoro e impresa. Sempre sul settimanale Gli Altri segue la rubrica “Scelte Sostenibili”, con l'obiettivo di ricercare e presentare le esperienze imprenditoriali di eccellenza per l'Expo 2015. Collabora con Agi per il nuovo sito 'Scelte Sostenibili'.
Dal 2010 al 2013 entra nel Consiglio di amministrazione della OMB International, azienda pubblica bresciana che viene risanata e portata in attivo. Zipponi chiede e ottiene formalmente che non vi sia alcuna forma di compenso, retribuzione o consulenza per l'incarico che ha svolto.
Nel 2013 interrompe il rapporto di lavoro con l'Italia dei Valori e prosegue nella sua attività di esperto in politiche industriali, internazionalizzazione d'impresa e diritto del lavoro.
A fine 2013 assume per la Beretta s.p.a. il compito di creare un'alleanza tra il mondo ambientalista, agricolo e venatorio, al fine di realizzare un progetto italiano per una nuova filiera ambientale compatibile con le migliori pratiche europee. nel 2016 diventa Presidente del Comitato scientifico della fondazione nazionale UNA (Uomo-Natura-Ambiente) e firma con il ministro dell'ambiente un protocollo per le buone pratiche e la bio diversità.
Nel 2014 lavora con il club di imprenditori italiani di eccellenza, soci del Museo Millemiglia (complessivamente occupano 25.000 dipendenti e con ricavi pari a circa 8 miliardi) per aiutare l'internazionalizzazione dell'impresa italiana e attirare investimenti nel nostro Paese. Tale iniziativa ha un primo importante risultato definito con la Camera di Commercio italo-cinese.
All'inizio del 2014 redige le proposte per creare lavoro pubblicate nello "Sbloccalavoro" che diventano punto programmatico di confronto tra le forze del centrosinistra e predispone una proposta di legge popolare per correggere i drammatici errori della Legge Fornero sul sistema pensionistico, introducendo quelle necessarie flessibilità adottate nel 2013 dal sistema tedesco.
Nel 2015 diventa formalmente responsabile della nuova filiera ambientale che vede tra i protagonisti 4 università (Statale di Milano, Federico II di Napoli, Urbino, Pollenzo-Slowfood), Legambiente, associazioni venatorie, Federparchi, osservatorio contro le agromafie, CNCN (Comitato Nazionale Caccia e Natura). Tale filiera elabora 5 progetti nazionali che hanno al centro il territorio, l'ambiente e la valorizzazione della tradizione italiana.
Sempre nel 2015 realizza due iniziative di presentazione dei progetti a Expo oltre che a Roma, alla Camera dei Deputati con il patrocinio di 4 ministeri, a Vicenza, a Grosseto, a Brescia.
Intanto entra nel comitato scientifico dell'Osservatorio sulla criminalità nell'agricoltura e sul sistema agroalimentare, fondazione guidata da Giancarlo
Caselli e promossa da Coldiretti. Nel Comitato scientifico vi sono oltre a Caselli i principali Procuratori Generali italiani e i massimi esponenti dei
corpi di Polizia che operano contro la criminalità organizzata.
Nello stesso anno diventa Vicepresidente nazionale del CNCN.
Dal 2015 collabora con la più importante industria italiana del settore energetico per progetti di acquisizione, internazionalizzazione e consolidamento societario. Dal 2016 collabora con il primo istituto finanziario italiano fornendo valutazioni sui piani industriali che vengono poi sostenuti. Tale rapporto prosegue per il 2018 e 2019.
Dal 2017 è consulente di Banca Intesa in relazione ad analisi e proposte relative a progetti industriali nazionali di interesse per il sistema produttivo italiano, e collabora con “Chief Institutional Affairs and External Communication Officer”.
Dal 2019 è Senior Advisor per Banca Intesa in relazione alla coerente applicazione del piano industriale di Mittal relativo alla acquisizione dell’ex ILVA valido per gli anni 2019/2023.
Nel settembre 2019 diventa Presidente della Fondazione UNA (Uomo Natura Ambiente) e aderisce all'IUCN che è l'Organizzazione mondiale delle associazioni ambientaliste riconosciuta dall'ONU.
Nel 2020 viene nominato Presidente del CNCN, organizzazione ambientalista delle aziende produttrici aderenti a Confindustria.
All'inizio del 2022, nel ruolo di advisor della multinazionale Timken, costruisce le relazioni per il piano di reindustrializzazione del sito produttivo bresciano ottenendo il consenso del Ministro, di Confindustria Brescia, dei sindacati e di tutte le istituzioni locali con grande risalto dei media locali e nazionali.
Nel 2022 Pubblica con la Fondazione Feltrinelli il libro "Fabbrica Comunità", generando un importante dibattito e un grande interesse. Il libro raccoglie tre anni di analisi e sperimentazioni all'interno di tre gruppi industriali al fine di capire la trasformazione dell'impresa e del lavoro di fronte ai processi innescati sia dalla pandemia che dalla guerra in Europa e offre una visione e proposte concrete e praticabili per coniugare la 'nuova' impresa 'Comunità', flessibile e competitiva, con inediti diritti fondamentali per chi lavora, al fine di impedire che l'Europa e quindi l'Italia, con il loro stato sociale, diventino il vaso di coccio nel grande scontro globale tra Usa e Cina. 
L'opera viene presentata: 
a Brescia presso la sala Libretti del Giornale di Brescia con l'On. Francesco Boccia, già Ministro per gli affari regionali e le autonomie, Franco Gussalli Beretta, Presidente Confindustria Brescia e Ettore Prandini, Presidente Coldiretti Nazionale;
a Milano presso la libreria Feltrinelli in Piazza Duomo con Michele De Palma, Segretario generale nazionale dei metalmeccanici (Fiom-Cgil), Valentina Pellegrini, Vice presidente Pellegrini s.p.a. (gruppo con oltre 10.000 dipendenti), Rita Querzè, autorevole giornalista del Corriere della Sera.

## Opere
- Ci siamo! Operai, impiegati, precari nella nuova economia, Milano, Mursia, 2000. ISBN 88-425-2761-0.
- Si può! Operai, precari, impiegati e imprese in un nuovo sistema, Milano, Mursia, 2003. ISBN 88-425-3045-X.
- Il diavolo e l'acquasanta, con Francesco Boccia, Bari, Palomar, 2004. ISBN 88-88872-80-9.
- Usciamo dalla crisi. Viaggio nel lavoro e verso i referendum, con Antonio Di Pietro, Roma, Dipartimento nazionale lavoro-welfare dell'Italia dei Valori, 2011.
- Una rivoluzione civile. Passione della libertà e futuro del paese, Roma, Manifestolibri, 2013. ISBN 978-88-7285-746-5.
- Fabbrica Comunità. Le nuove imprese tra profitto giusto e valore condiviso, Fondazione Feltrinelli, SCENARI, giugno 2022.